# Црни троугао
Црни троугао је коришћен као ознака у нацистичким концентрационим логорима за означавање затвореника који су сматрани "асоцијалним". Ова група је, између осталог, укључивала лопове, убице, проститутке, неконформисткиње и лезбијке. Седамдесетих година двадесетог века, црни троугао је први пут коришћен као симбол поноса и солидарности од стране лезбијки у Великој Британији; а његова симболична употреба уведена је у Северној Америци кроз „покрет за женски мировни камп“. Такође је усвојен у знак сећања на лезбијке које су убијене од руку нациста.